# Silicon Graphics
Силикон графикс инкорпорејтид (енгл. Silicon Graphics, Inc, скр. SGI), понекад називан Силикон графикс рачунарски системи (енгл. Silicon Graphics Computer Systems, скр. SGCS) био је произвођач високо перформансних рачунарских решења, укључујући и рачунарски хардвер и софтвер. Основали су га 1981. Џим Кларк и Ејби Силверстон. Почетно тржиште Силикон графикса су били терминалски рачунари опремљени за рад у тродимензионалном (3Д) графичком окружењу, али су производи, стратегија и позиције на тржишту временом значајно еволуирали.
Основни системи су засновани на Геометријском окружењу (енгл. Geometry Engine) које су Кларк и Марк Хана развили на Универзитету Станфорд. Геометријско окружење је било прво са високим степеном интеграције (енгл. VLSI) код којих је специјализовани хардвер убрзано, „унутар петље“, радио геометријске прорачуне потребне за приказивање тродимензионалних слика.
Силикон графикс је имао седиште у Санивејлу, Калифорнија. Првобитно је уписан у регистар као корпорација у Калифорнији новембра 1981, а исписан је у Делаверу јануара 1990. Тренутно је у власништву компаније Рекабл системс (енгл. Rackable Systems) и послује под именом Silicon Graphics International.